# Andrej Iordan
Andrej Andrejevics Iordan (Андрей Андреевич Иордан; Klarusz, 1934. december 22. – Biskek, 2006. január 20.) volgai német származású szovjet gépészmérnök, később kirgiz politikus. Kirgizisztán második miniszterelnöke volt 1991. november 29. és 1992. február 10. között, amikor ideiglenesen töltötte be a miniszterelnöki posztot elődje, Naszirdin Iszanov halála után.

## Élete
A Volgai Német Autonóm Szovjet Szocialista Köztársaság területén fekvő Klaruszban (napjainkban Georgijevka Oroszország Szaratovi területén) született 1934. december 22-én volgai német családba. 1950-ben fizikai munkásként kezdett el dolgozni a Bogoszlovszki Alumínium Üzemben (BAZ), melynek építésén a környék munkatáboraiban (Bogoszlovlag) fogvatartott oroszországi németek dolgoztak 1940–1949 között.
1954-ben a kirgíziai Osba költözött, ahol a helyi járműjavító üzemben 1964-ig többféle munkakörben dolgozott. Volt öntőmunkás, brigádvezető, műhelyvezető. 1968-ról 1972-ig a kara-szuui járműjavító üzem igazgatója volt. Munka mellett a Frunzei Műszaki Egyetemen (ma: Kirgiz Állami Műszaki Egyetem) tanult, ahol 1972-ben szerzett gépészmérnöki végzettséget. Az egyetem után a Kirgiz SZSZK Közúti Közlekedési Minisztériumához tartozó Déli Járműgyártó Tröszt főmérnöke, majd igazgatója volt.
1979-ben a Kirgiz SZSZK közúti közlekedési miniszterének helyettesévé nevezték ki.
2001-ben megkapta a Dank-érem állami kitüntetést.